# Olotelus
Olotelus là một chi bọ cánh cứng trong họ 
Elateridae.
Chi này được miêu tả khoa học năm 1851 bởi Solier.

## Các loài
Các loài trong chi này gồm:
- Olotelus femoralis Solier, 1851
- Olotelus mixaderoides Baguena, 1962